# Natalia Antonova
Natalia Antonova –em russo, Наталья Антонова– (25 de maio de 1995) é uma desportista russa que compete no ciclismo na modalidade de pista. Ganhou uma medalha de ouro no Campeonato Europeu de Ciclismo em Pista de 2020, na prova de velocidade por equipas.

## Medalheiro internacional
| Campeonato Europeu | Campeonato Europeu  | Campeonato Europeu | Campeonato Europeu     |
| Ano                | Lugar               | Medalha            | Competição             |
| ------------------ | ------------------- | ------------------ | ---------------------- |
| 2020               | Plovdiv ( Bulgária) | Medalha de ouro    | Velocidade por equipas |